# Panamerikanische Spiele 1959
Die III. Panamerikanischen Spiele wurden vom 27. August bis 7. September 1959 in der US-amerikanischen Stadt Chicago ausgetragen. Ursprünglich war Cleveland (Ohio) als Ausrichter vorgesehen. Eine Kürzung des Budgets um fünf Millionen US-Dollar durch den US-Kongress zwang die Stadt jedoch zum Verzicht. Auf Betreiben von Bürgermeister Richard J. Daley erhielt darauf Chicago den Zuschlag.
An den Spielen nahmen 2.263 Athleten teil. Zentrale Wettkampfstätte war das Soldier Field. Die Schwimmwettbewerbe wurden im Portage Park durchgeführt.
Während der Panamerikanischen Spiele wurden Wettbewerbe in 18 Sportarten veranstaltet. Erstmals stand Segeln im Programm. Erfolgreichste Nation wurden die Vereinigten Staaten mit insgesamt 236 Medaillen.

## Medaillenspiegel
Erfolgreichste Nation wurden die Vereinigten Staaten.
| Platz | Land                     | Gold | Silber | Bronze | Gesamt |
| ----- | ------------------------ | ---- | ------ | ------ | ------ |
| 01    | Vereinigte Staaten       | 115  | 69     | 52     | 236    |
| 02    | Argentinien              | 9    | 19     | 11     | 39     |
| 03    | Brasilien                | 8    | 8      | 6      | 22     |
| 04    | Mexiko                   | 6    | 11     | 12     | 29     |
| 05    | Kanada                   | 5    | 19     | 24     | 48     |
| 06    | Chile                    | 5    | 2      | 6      | 13     |
| 07    | Jamaika                  | 2    | 4      | 8      | 14     |
| 08    | Kuba                     | 2    | 4      | 4      | 10     |
| 09    | Bahamas                  | 2    | 0      | 0      | 2      |
| 10    | Venezuela                | 1    | 7      | 7      | 15     |
| 11    | Uruguay                  | 1    | 3      | 4      | 8      |
| 12    | Panama                   | 0    | 4      | 4      | 8      |
| 13    | Peru                     | 0    | 2      | 5      | 7      |
| 14    | Puerto Rico              | 0    | 2      | 4      | 6      |
| 15    | Ecuador                  | 0    | 1      | 1      | 2      |
| 16    | Britisch-Guayana         | 0    | 0      | 3      | 3      |
| 17    | Guatemala                | 0    | 0      | 1      | 1      |
| 17    | Niederländische Antillen | 0    | 0      | 1      | 1      |

## Resultate
- Panamerikanische Spiele 1959/Boxen
- Panamerikanische Spiele 1959/Fußball
- Panamerikanische Spiele 1959/Gewichtheben
- Panamerikanische Spiele 1959/Leichtathletik
- Panamerikanische Spiele 1959/Tennis